# Limnonectes khasianus
Limnonectes khasianus é uma espécie de anfíbio da família Ranidae.
É endémica da Índia.
Os seus habitats naturais são: rios, marismas de água doce e marismas intermitentes de água doce.